# Goudvleugelschoffelsnavel
De goudvleugelschoffelsnavel (Poecilotriccus calopterus) is een zangvogel uit de familie Tyrannidae (tirannen).

## Verspreiding en leefgebied
Deze soort komt voor in zuidoostelijk Colombia (Putumaya), oostelijk Ecuador en noordoostelijk Peru (Loreto).

## Status
De grootte van de populatie is niet gekwantificeerd maar de soort wordt omschreven als schaars en met een versnipperde verspreiding. Op de Rode lijst van de IUCN heeft deze soort de status niet bedreigd.